# Grb Fidžija
Grb Fidžija službeno je usvojen 4. srpnja 1908. Štit s grba se nalazi i na zastavi Fidžija. 
Na štitu se nalazi križ svetog Jurja, a iznad njega je prikazan lav. Križ dijeli štit na četiri djela, u gornja dva se nalaze šećerna trska i palma, a u donjim bijela golubica, simbol mira, te banane. Štit pridržavaju dva fidžijska ratnika. Iznad štita je kanu, a ispod traka se državnim geslom: "Rerevaka na kalou ka doka na Tui" (hr.: "Boj se Boga i poštuj Kraljicu")